# Konyaspor
Konyaspor Kulübü (mais conhecido como Konyaspor) é um clube de futebol sediado na cidade de, Cônia, capital da província homônima, fundado em 1922. Entretanto, depois de 1965 passou por um período de inatividade em suas atividades esportivas, retornando ao futebol profissional em 1981 na Terceira Divisão Turca. Atualmente disputa a Süper Lig.
Suas cores são o verde e o branco. Manda atualmente seus jogos no Estádio Municipal Metropolitano de Cônia, com capacidade para receber até 41 981 espectadores.

## Elenco atual
Atualizado em 28 de abril de 2021.

## Números retirados
10 –  Branimir Poljac, meio-campista (2009–10)

## Jogadores conhecidos
- Jefferson
- Cyril Domoraud
- Johnnier Montaño
- Vladimir Vasilj
- Ogün Temizkanoğlu

## Títulos
| NACIONAIS | NACIONAIS              | NACIONAIS | NACIONAIS         |
|           | Competição             | Títulos   | Temporadas        |
| --------- | ---------------------- | --------- | ----------------- |
|           | Copa da Turquia        | 1         | 2016–17           |
|           | Supercopa da Turquia   | 1         | 2017              |
|           | Segunda Divisão Turca  | 2         | 1987–88 e 2002–03 |
|           | Terceira Divisão Turca | 1         | 1970–71           |

 Campeão Invicto